# Saint-Auban-d'Oze
Saint-Auban-d'Oze é uma comuna francesa na região administrativa da Provença-Alpes-Costa Azul, no departamento de Altos-Alpes. Estende-se por uma área de 13,21 km². Em 2010 a comuna tinha 90 habitantes (densidade: 6,8 hab./km²).